# Последната каруца
„Последната каруца“ (на английски: The Last Wagon) е американски уестърн, който излиза на екран през 1956 година. Режисьор е Делмар Дейвс, с участието на Ричард Уидмарк.

## Сюжет
Внимание:  Текстът по-долу разкрива сюжета на произведението (или части от него)!
Шериф Бул Харпър е заловил и отвежда „Команчи Тод“ – бял мъж живял по-голямата част от живота си сред индианците, за да бъде съден за убийството на тримата братя на Харпър. Двамата се присъединяват към керван, воден от полковник Норманд. Младият брат на Джени, Били е заинтригуван от Тод, който оценява добросърдечното внимание на момчето. Бруталното отношение на Бул Харпър към Тод причинява разногласие с някои членове на кервана. Когато шерифът бие момчето, защото дава на Тод лула да пуши, Тод се възползва от разсейването му и го убива с паднала до него брадва.
Същата нощ шестима младежи се измъкват от лагера късно през нощта, за да плуват в реката. През това време апачи убиват всички останали в лагера с изключение на Тод, който като по чудо оцелява. Каруцата, за която е завързан с белезници, е изтласкана от висока скала. Апачите се събират, за да отмъстят за клането на своите жени и деца от белите.
Тод иска да отведе оцелелите младежи на сигурно място, въпреки недоверието към него на някои от тях. По пътя той и Джени се влюбват. Групата пътува безопасно в продължение на пет дни, избягвайки многобройна група апачи. Тод забелязва, че се е появил малък кавалерийски отряд и спасява всички от засада, но е изправен пред съд заради убийствата на шерифа и братята му. Той разкрива, че Харпърови са убили семейството му. След като чува от Джени и другите, как Тод ги е спасил и променил, генерал Хауърд се смилява над него и го поставя в постоянно „попечителство“ на Джени и Били.

## В ролите
| Актьор           | Роля              |
| ---------------- | ----------------- |
| Ричард Уидмарк   | Команчи Тод       |
| Фелисия Фар      | Джени             |
| Сюзан Конър      | Джоли Норманд     |
| Томи Ретиг       | Били              |
| Стефани Грифин   | Валинда Норманд   |
| Рей Стриклин     | Клинт             |
| Ник Адамс        | Ридж              |
| Карл Бентън Рийд | генерал Хауърд    |
| Дъглас Кенеди    | полковник Норманд |
| Джордж Матюс     | Шериф Бул Харпър  |